# Cúp bóng đá Nam Mỹ 2021
Cúp bóng đá Nam Mỹ 2021 (Copa América 2021) là giải đấu thứ 47 của Cúp bóng đá Nam Mỹ, giải vô địch bóng đá nam quốc tế do cơ quan quản lý bóng đá Nam Mỹ CONMEBOL tổ chức. Giải đấu diễn ra tại Brasil từ ngày 13 tháng 6 đến ngày 10 tháng 7 năm 2021. Ban đầu, giải đấu dự kiến diễn ra từ ngày 12 tháng 6 đến ngày 12 tháng 7 năm 2020 tại Argentina và Colombia với tên gọi Copa América 2020. Vào ngày 17 tháng 3 năm 2020, CONMEBOL thông báo rằng do đại dịch COVID-19 tại Nam Mỹ, giải đấu đã bị hoãn lại một năm, cùng với sự chỉ đạo của UEFA cũng quyết định hoãn Giải vô địch bóng đá châu Âu 2020 sang năm 2021. Đây là lần đầu tiên kể từ năm 1991, không có quốc gia khách mời nào tham dự giải đấu.
Vào ngày 20 tháng 5 năm 2021, Colombia đã bị loại bỏ tư cách đồng chủ nhà trong bối cảnh các cuộc biểu tình đang diễn ra chống lại Tổng thống Iván Duque Márquez và Argentina sau đó đã bị loại bỏ vào ngày 30 tháng 5 do các vấn đề về COVID-19. Ngày hôm sau CONMEBOL xác nhận Brasil là chủ nhà mới của giải đấu.
Chủ nhà Brasil là đội đương kim vô địch, đã giành được danh hiệu thứ chín vào năm 2019, giải đấu mà họ cũng đăng cai. Argentina đã giành được danh hiệu thứ mười lăm sau khi đánh bại Brasil 1–0 trong trận chung kết, danh hiệu cao cấp đầu tiên của họ kể từ phiên bản năm 1993 của cùng một giải đấu. Họ cũng cân bằng kỷ lục chung cuộc về các danh hiệu Cúp bóng đá Nam Mỹ của Uruguay.

## Bối cảnh
Vào tháng 3 năm 2017, CONMEBOL được cho là đã đề xuất rằng Copa América sẽ diễn ra vào năm 2020 như một phần của sự thay đổi lịch. Sau giải đấu năm 2019 ở Brasil, giải đấu bốn năm một lần sẽ chuyển từ năm lẻ sang năm chẵn bắt đầu từ năm 2020, với phiên bản tiếp theo diễn ra ở Ecuador vào năm 2024. Điều này sẽ khiến giải đấu phù hợp với Giải vô địch châu Âu của UEFA, giải đấu cũng được tổ chức vào các năm chẵn với phiên bản năm 2020 diễn ra. Các báo cáo cho rằng Hoa Kỳ có thể tổ chức giải đấu, trước đó đã tổ chức Copa América Centenario một lần vào năm 2016, sự kiện kỷ niệm 100 năm thành lập CONMEBOL và Copa América. Vào ngày 18 tháng 9 năm 2018, chủ tịch CONMEBOL Alejandro Domínguez đã xác nhận kế hoạch thay đổi lịch sau khi gửi yêu cầu chính thức tới FIFA.
Vào ngày 26 tháng 10 năm 2018 tại cuộc họp của Hội đồng FIFA ở Kigali, Rwanda, yêu cầu đã được chấp thuận để Copa América diễn ra vào các năm chẵn, bắt đầu từ phiên bản 2020. Giải đấu ban đầu dự kiến diễn ra từ ngày 12 tháng 6 đến ngày 12 tháng 7 năm 2020, cùng ngày với UEFA Euro 2020.
Vào ngày 13 tháng 3 năm 2019, CONMEBOL đã công bố Argentina và Colombia là đồng chủ nhà của sự kiện năm 2020 sau khi giá thầu của Hoa Kỳ bị từ chối. Nó đã được công bố chính thức cùng ngày khi CONMEBOL chấp thuận việc tổ chức chung. Nó đã chính thức được trao vào ngày 9 tháng 4 năm 2019 tại Đại hội CONMEBOL ở Rio de Janeiro, Brasil.
Vào ngày 20 tháng 5 năm 2021, do những lo ngại về an ninh trong bối cảnh các cuộc biểu tình phản đối chính phủ của Tổng thống Iván Duque Márquez, Colombia đã bị loại khỏi tư cách đồng chủ nhà của giải đấu.

## Tác động của đại dịch COVID-19
Vào tháng 3 năm 2020, đại dịch COVID-19 tại Nam Mỹ bắt đầu ảnh hưởng đến bóng đá. FIFA thông báo rằng hai lượt trận đầu tiên của vòng loại FIFA World Cup 2022 khu vực Nam Mỹ, dự kiến diễn ra vào tháng 3, đã bị hoãn lại, trong khi CONMEBOL tạm dừng Copa Libertadores. Vào ngày 17 tháng 3 năm 2020, CONMEBOL thông báo rằng Copa América sẽ bị hoãn lại sang năm sau, diễn ra từ ngày 11 tháng 6 đến ngày 11 tháng 7 năm 2021, để bảo vệ sức khỏe và sự an toàn của các đội, giới truyền thông, du khách và thành phố đăng cai. Vào ngày hôm sau, Văn phòng của Hội đồng FIFA đã thông qua việc thay đổi ngày trong Lịch thi đấu quốc tế FIFA. Do đó, Giải vô địch bóng đá thế giới các câu lạc bộ mở rộng, dự kiến diễn ra vào tháng 6 và tháng 7 năm 2020, đã được dời lại sang năm 2021.
Vào ngày 22 tháng 2 năm 2021, hai đội khách mời là Úc và Qatar phải rút lui khỏi giải đấu do phải tham dự vòng loại thứ hai của Cúp bóng đá thế giới 2022.
Vào ngày 20 tháng 5 năm 2021, CONMEBOL quyết định tước quyền đăng cai giải đấu này tại Colombia do những diễn biến xấu đến chính trị ở quốc gia này. Ba ngày sau đó, Argentina bị phong tỏa trong 9 ngày do số ca nhiễm COVID-19 tăng vọt, bao gồm cả việc đình chỉ tất cả các trận bóng đá trong nước. Vào ngày 30 tháng 5 năm 2021, CONMEBOL thông báo rằng do hoàn cảnh hiện tại ở quốc gia này, Copa América sẽ bị rút khỏi Argentina và họ đang xem xét các hồ sơ dự thầu từ các quốc gia khác để tổ chức giải đấu. Điều này được cho là bao gồm một giá thầu từ Hoa Kỳ, sau khi giá thầu đó ban đầu bị từ chối. Có thông tin cho rằng chính phủ Argentina đã đưa ra những yêu cầu ngày càng tăng đối với các giao thức an toàn sinh học mà CONMEBOL cho là không hợp lý. Vào ngày 31 tháng 5, Brasil được xác nhận là chủ nhà mới.
Tất cả các trận đấu trong giải đấu đều được tổ chức không khán giả, ngoại trừ trận chung kết, nơi 10% sức chứa của Sân vận động Maracanã được phép cho những vị khách có kết quả xét nghiệm âm tính với COVID -19 trước khi vào. Tất cả các đoàn, mỗi đoàn giới hạn 65 thành viên, đã được tiêm phòng, cũng như các quan chức trận đấu.

## Địa điểm
Vào ngày 1 tháng 6 năm 2021, chính phủ Brazil và Liên đoàn bóng đá Brasil đã công bố các thành phố Brasília, Goiânia, Cuiabá và Rio de Janeiro là địa điểm tổ chức giải đấu, với các sân vận động Maracanã, Mané Garrincha, Pantanal và Olímpico được sử dụng cho diêm. Vào ngày 2 tháng 6, CBF quyết định sử dụng Nilton Santos làm sân vận động thứ hai ở Rio de Janeiro. Chính phủ cũng phân bổ các nguồn lực trong ngân sách liên bang để cung cấp sự hỗ trợ cần thiết cho công tác hậu cần và an ninh cho giải đấu của CONMEBOL. Mané Garrincha tổ chức trận mở màn vào ngày 13 tháng 6, và trận chung kết được tổ chức tại Maracanã vào ngày 10 tháng 7.
| Sân vận động Maracanã                | Sân vận động Maracanã | Sân vận động Nilton Santos | Sân vận động Nilton Santos |
| Sức chứa: 78.838                     | Sức chứa: 78.838      | Sức chứa: 46.931           | Sức chứa: 46.931           |
|                                      |                       |                            |                            |
| Brasília                             | Cuiabá                | Cuiabá                     | Goiânia                    |
| Sân vận động Quốc gia Mané Garrincha | Arena Pantanal        | Arena Pantanal             | Sân vận động Olympic       |
| Sức chứa: 72.788                     | Sức chứa: 44.000      | Sức chứa: 44.000           | Sức chứa: 13.500           |
|                                      |                       |                            |                            |

### Địa điểm ban đầu
Vào ngày 20 tháng 11 năm 2019, CONMEBOL đã xuất bản một tài liệu xác nhận tám địa điểm, Estadio Mario Alberto Kempes ở Córdoba, Estadio Malvinas Argentinas ở Mendoza, Estadio Monumental ở Buenos Aires và Estadio Ciudad de La Plata ở La Plata cho Argentina và Estadio Olímpico Pascual Guerrero ở Cali, Sân vận động Atanasio Girardot ở Medellín, Sân vận động Metropolitano Roberto Meléndez ở Barranquilla và Sân vận động El Campín ở Bogotá cho Colombia. Hơn nữa, Estadio San Juan del Bicentenario ở San Juan và Estadio Hernán Ramírez Villegas ở Pereira cũng được đề cử nhưng không được xác nhận, cuối cùng bị bác bỏ.
Vào ngày 3 tháng 12 năm 2019, trước lễ bốc thăm, người ta biết rằng Estadio Único ở Santiago del Estero đã được đưa vào làm một trong những địa điểm của Argentina.
Vào ngày 15 tháng 3 năm 2021, địa điểm Estadio Ciudad de La Plata, La Plata đã bị loại trừ do lịch trình bị rút ngắn.
Colombia sẽ đăng cai nhóm Khu vực phía Bắc, trong khi Argentina sẽ đăng cai nhóm Khu vực phía Nam. Mỗi quốc gia cũng sẽ tổ chức hai trận tứ kết và một trận bán kết. Trận tranh hạng ba và trận chung kết sẽ diễn ra ở Colombia.

## Danh sách đội tuyển
Tất cả 10 đội tuyển quốc gia CONMEBOL sẽ tham gia thi đấu, được chia thành hai khu vực địa lý cho vòng bảng.
Vào tháng 6 năm 2019, Hội đồng CONMEBOL đã chính thức chấp thuận sự tham gia của Úc và Qatar với tư cách là hai đội tuyển được mời, là hai đội vô địch AFC Asian Cup trước đó. Úc sẽ tham dự lần đầu tại Cúp bóng đá Nam Mỹ, trong khi Qatar sẽ tham dự lần thứ hai, do đã tham gia vào năm trước. Tuy nhiên, Úc và Qatar không thể tham dự giải lần này do vướng lịch thi đấu Vòng loại Cúp bóng đá Châu Á 2023 và Vòng loại Giải vô địch bóng đá thế giới 2022 vào tháng 6 năm 2021. Sau khi rút lui, một phát ngôn viên của CONMEBOL nói rằng có vấn đề về lịch khiến Úc và Qatar phải dừng thi đấu, rằng anh ấy đã nhận thấy sự quan tâm từ các đội tuyển quốc gia khác để thi đấu với tư cách khách mời ở vị trí của họ và anh ấy muốn có 12 đội. Người phát ngôn nói thêm rằng nếu không tìm được người thay thế, giải đấu sẽ diễn ra với 10 đội (lần đầu tiên kể từ năm 1991).
| Khu vực Bắc CONMEBOL - Brasil (đương kim vô địch & chủ nhà) - Colombia - Ecuador - Perú - Venezuela | Khu vực Nam CONMEBOL - Argentina - Bolivia - Chile - Paraguay - Uruguay |

## Bốc thăm
Việc phân bổ đội tuyển của các thành viên CONMEBOL, được chia thành khu vực Bắc và Nam, đã được công bố vào ngày 9 tháng 4 năm 2019. Lễ bốc thăm vòng bảng được tổ chức vào ngày 3 tháng 12 năm 2019, lúc 19:30 COT (UTC−5), ở Cartagena, Colombia để quyết định khu vực của hai quốc gia được mời, Úc và Qatar, cũng như lịch thi đấu của cả hai bảng (nhưng không tham dự vì bận thi đấu vòng loại Cúp bóng đá Châu Á 2023). Với tư cách là chủ nhà, Argentina và Colombia lần lượt được xếp vào các vị trí A1 và B1. Trận khai mạc của giải đấu sẽ có sự tham gia của Argentina.
| VT | Đội tuyển |
| -- | --------- |
| A1 | Argentina |
| A2 | Úc        |
| A3 | Bolivia   |
| A4 | Uruguay   |
| A5 | Chile     |
| A6 | Paraguay  |

| VT | Đội tuyển |
| -- | --------- |
| B1 | Colombia  |
| B2 | Brasil    |
| B3 | Qatar     |
| B4 | Venezuela |
| B5 | Ecuador   |
| B6 | Perú      |

| Lượt trận   | Ngày                   | Các trận đấu bảng A       | Các trận đấu bảng B       |
| ----------- | ---------------------- | ------------------------- | ------------------------- |
| Lượt trận 1 | 13–14 tháng 6 năm 2021 | A1 v A5, A2 v A4, A6 v A3 | B1 v B5, B2 v B4, B6 v B3 |
| Lượt trận 2 | 17–18 tháng 6 năm 2021 | A1 v A4, A6 v A2, A5 v A3 | B1 v B4, B6 v B2, B5 v B3 |
| Lượt trận 3 | 20–21 tháng 6 năm 2021 | A1 v A6, A2 v A3, A4 v A5 | B1 v B6, B2 v B3, B4 v B5 |
| Lượt trận 4 | 23–24 tháng 6 năm 2021 | A2 v A1, A3 v A4, A5 v A6 | B2 v B1, B3 v B4, B5 v B6 |
| Lượt trận 5 | 27–28 tháng 6 năm 2021 | A3 v A1, A5 v A2, A4 v A6 | B3 v B1, B5 v B2, B4 v B6 |

Vào ngày 2 tháng 6 năm 2021, Argentina và Brasil lần lượt được phân bổ vào các vị trí A1 và B1 trong bản cập nhật lịch thi đấu.

## Danh sách cầu thủ
Do ảnh hưởng của đại dịch COVID-19 tại Nam Mỹ, CONMEBOL cho phép đăng ký 26 đến 28 cầu thủ, thay vì 23 cầu thủ như trước đó, để đề phòng khẩn cấp khi có một số cầu thủ và ban huấn luyện phát hiện dương tính với COVID-19.

## Vòng bảng
Thời gian bắt đầu cho giải đấu đã được công bố vào ngày 4 tháng 3 năm 2020. Tất cả thời gian của trận đấu được liệt kê là giờ địa phương, BRT (UTC−3). Vào ngày 17 tháng 3 năm 2020, giải đấu đã bị hoãn lại cho đến năm 2021 và lịch thi đấu mới sẽ được công bố.
Bốn đội tuyển đứng đầu của mỗi bảng sẽ giành quyền vào tứ kết.

### Bảng A
| VT | Đội       | ST | T | H | B | BT | BB | HS | Đ  | Giành quyền tham dự                 |
| -- | --------- | -- | - | - | - | -- | -- | -- | -- | ----------------------------------- |
| 1  | Argentina | 4  | 3 | 1 | 0 | 7  | 2  | +5 | 10 | Đi tiếp vào vòng đấu loại trực tiếp |
| 2  | Uruguay   | 4  | 2 | 1 | 1 | 4  | 2  | +2 | 7  | Đi tiếp vào vòng đấu loại trực tiếp |
| 3  | Paraguay  | 4  | 2 | 0 | 2 | 5  | 3  | +2 | 6  | Đi tiếp vào vòng đấu loại trực tiếp |
| 4  | Chile     | 4  | 1 | 2 | 1 | 3  | 4  | −1 | 5  | Đi tiếp vào vòng đấu loại trực tiếp |
| 5  | Bolivia   | 4  | 0 | 0 | 4 | 2  | 10 | −8 | 0  |                                     |

| Argentina   | 1–1      | Chile        |
| ----------- | -------- | ------------ |
| - Messi 33' | Chi tiết | - Vargas 57' |

| Paraguay                                 | 3–1      | Bolivia                |
| ---------------------------------------- | -------- | ---------------------- |
| - Romero Gamarra 62' - A. Romero 65, 80' | Chi tiết | - Saavedra 10' (ph.đ.) |

| Chile          | 1–0      | Bolivia |
| -------------- | -------- | ------- |
| - Brereton 10' | Chi tiết |         |

| Argentina          | 1–0      | Uruguay |
| ------------------ | -------- | ------- |
| - G. Rodríguez 13' | Chi tiết |         |

| Uruguay            | 1–1      | Chile        |
| ------------------ | -------- | ------------ |
| - Vidal 66' (l.n.) | Chi tiết | - Vargas 26' |

| Argentina   | 1–0      | Paraguay |
| ----------- | -------- | -------- |
| - Gómez 10' | Chi tiết |          |

| Bolivia | 0–2      | Uruguay                         |
| ------- | -------- | ------------------------------- |
|         | Chi tiết | - Lampe 40' (l.n.) - Cavani 79' |

| Chile | 0–2      | Paraguay                            |
| ----- | -------- | ----------------------------------- |
|       | Chi tiết | - Samudio 33' - Almirón 58' (ph.đ.) |

| Bolivia        | 1–4      | Argentina                                             |
| -------------- | -------- | ----------------------------------------------------- |
| - Saavedra 60' | Chi tiết | - Gómez 6' - Messi 33' (ph.đ.), 42' - L. Martínez 65' |

| Uruguay              | 1–0      | Paraguay |
| -------------------- | -------- | -------- |
| - Cavani 21' (ph.đ.) | Chi tiết |          |

### Bảng B
| VT | Đội        | ST | T | H | B | BT | BB | HS | Đ  | Giành quyền tham dự                 |
| -- | ---------- | -- | - | - | - | -- | -- | -- | -- | ----------------------------------- |
| 1  | Brasil (H) | 4  | 3 | 1 | 0 | 10 | 2  | +8 | 10 | Đi tiếp vào vòng đấu loại trực tiếp |
| 2  | Perú       | 4  | 2 | 1 | 1 | 5  | 7  | −2 | 7  | Đi tiếp vào vòng đấu loại trực tiếp |
| 3  | Colombia   | 4  | 1 | 1 | 2 | 3  | 4  | −1 | 4  | Đi tiếp vào vòng đấu loại trực tiếp |
| 4  | Ecuador    | 4  | 0 | 3 | 1 | 5  | 6  | −1 | 3  | Đi tiếp vào vòng đấu loại trực tiếp |
| 5  | Venezuela  | 4  | 0 | 2 | 2 | 2  | 6  | −4 | 2  |                                     |

| Brasil                                              | 3–0      | Venezuela |
| --------------------------------------------------- | -------- | --------- |
| - Marquinhos 23' - Neymar 64' (ph.đ.) - Barbosa 89' | Chi tiết |           |

| Colombia      | 1–0      | Ecuador |
| ------------- | -------- | ------- |
| - Cardona 42' | Chi tiết |         |

| Colombia | 0–0      | Venezuela |
| -------- | -------- | --------- |
|          | Chi tiết |           |

| Brasil                                                              | 4–0      | Perú |
| ------------------------------------------------------------------- | -------- | ---- |
| - Alex Sandro 12' - Neymar 68' - É. Ribeiro 89' - Richarlison 90+3' | Chi tiết |      |

| Venezuela                        | 2–2      | Ecuador                        |
| -------------------------------- | -------- | ------------------------------ |
| - Castillo 51' - Hernández 90+1' | Chi tiết | - Ay. Preciado 39' - Plata 71' |

| Colombia            | 1–2      | Perú                         |
| ------------------- | -------- | ---------------------------- |
| - Borja 53' (ph.đ.) | Chi tiết | - Peña 17' - Mina 64' (l.n.) |

| Ecuador                                 | 2–2      | Perú                          |
| --------------------------------------- | -------- | ----------------------------- |
| - Taipa 23' (l.n.) - Ay. Preciado 45+3' | Chi tiết | - Lapadula 49' - Carrillo 54' |

| Brasil                          | 2–1      | Colombia   |
| ------------------------------- | -------- | ---------- |
| - Firmino 78' - Casemiro 90+10' | Chi tiết | - Díaz 10' |

| Brasil        | 1–1      | Ecuador    |
| ------------- | -------- | ---------- |
| - Militão 37' | Chi tiết | - Mena 53' |

| Venezuela | 0–1      | Perú           |
| --------- | -------- | -------------- |
|           | Chi tiết | - Carrillo 48' |

## Vòng đấu loại trực tiếp

### Sơ đồ
|  | Tứ kết                                 | Tứ kết                                |                                        |       | Bán kết                | Bán kết                |  |  | Chung kết | Chung kết |
|  |                                        |                                       |                                        |       |                        |                        |  |  |           |           |
|  | 3 tháng 7 – Brasília                   |                                       |                                        |       |                        |                        |  |  |           |           |
|  |                                        |                                       |                                        |       |                        |                        |  |  |           |           |
|  | Argentina                              | 3                                     |                                        |       |                        |                        |  |  |           |           |
|  | Argentina                              | 3                                     | 6 tháng 7 – Brasília                   |       |                        |                        |  |  |           |           |
|  | Ecuador                                | 0                                     |                                        |       |                        |                        |  |  |           |           |
|  | Ecuador                                | 0                                     | Argentina                              | 1 (3) |                        |                        |  |  |           |           |
|  | 3 tháng 7 – Goiânia                    |                                       | Argentina                              | 1 (3) |                        |                        |  |  |           |           |
|  |                                        | Colombia                              | 1 (2)                                  |       |                        |                        |  |  |           |           |
|  | Uruguay                                | Colombia                              | 1 (2)                                  | 0 (2) |                        |                        |  |  |           |           |
|  | Uruguay                                |                                       | 10 tháng 7 – Rio de Janeiro (Maracanã) | 0 (2) |                        |                        |  |  |           |           |
|  | Colombia                               | 0 (4)                                 |                                        |       |                        |                        |  |  |           |           |
|  | Colombia                               | 0 (4)                                 | Argentina                              | 1     |                        |                        |  |  |           |           |
|  | 2 tháng 7 – Rio de Janeiro (N. Santos) |                                       | Argentina                              | 1     |                        |                        |  |  |           |           |
|  |                                        | Brasil                                | 0                                      |       |                        |                        |  |  |           |           |
|  | Brasil                                 | Brasil                                | 0                                      | 1     |                        |                        |  |  |           |           |
|  | Brasil                                 | 5 tháng 7 – Rio de Janeiro (Maracanã) |                                        | 1     |                        |                        |  |  |           |           |
|  | Chile                                  | 0                                     |                                        |       |                        |                        |  |  |           |           |
|  | Chile                                  | 0                                     | Brasil                                 | 1     |                        |                        |  |  |           |           |
|  | 2 tháng 7 – Goiânia                    |                                       | Brasil                                 | 1     |                        |                        |  |  |           |           |
|  |                                        | Perú                                  | 0                                      |       | Play-off tranh hạng ba | Play-off tranh hạng ba |  |  |           |           |
|  | Perú                                   | Perú                                  | 0                                      | 3 (4) | Play-off tranh hạng ba | Play-off tranh hạng ba |  |  |           |           |
|  | Perú                                   |                                       | 9 tháng 7 – Brasília                   | 3 (4) |                        |                        |  |  |           |           |
|  | Paraguay                               | 3 (3)                                 |                                        |       |                        |                        |  |  |           |           |
|  | Paraguay                               | 3 (3)                                 | Colombia                               | 3     |                        |                        |  |  |           |           |
|  |                                        |                                       |                                        |       |                        |                        |  |  |           |           |
|  | Perú                                   | 2                                     |                                        |       |                        |                        |  |  |           |           |
|  | Perú                                   | 2                                     |                                        |       |                        |                        |  |  |           |           |

### Tứ kết
| Perú                                                 | 3–3      | Paraguay                                                              |
| ---------------------------------------------------- | -------- | --------------------------------------------------------------------- |
| - Lapadula 21, 40' - Yotún 80'                       | Chi tiết | - Gómez 11' - Alonso 54' - Ávalos 90'                                 |
| Loạt sút luân lưu                                    |          |                                                                       |
| - Lapadula - Yotún - Ormeño - Tapia - Cueva - Trauco | 4–3      | - Á. Romero - Alonso - Martínez - Samudio - Piris Da Motta - Espínola |

| Brasil        | 1–0      | Chile |
| ------------- | -------- | ----- |
| - Paquetá 46' | Chi tiết |       |

| Uruguay                            | 0–0      | Colombia                          |
| ---------------------------------- | -------- | --------------------------------- |
|                                    | Chi tiết |                                   |
| Loạt sút luân lưu                  |          |                                   |
| - Cavani - Giménez - Suárez - Viña | 2–4      | - Zapata - Sánchez - Mina - Borja |

| Argentina                                     | 3–0      | Ecuador |
| --------------------------------------------- | -------- | ------- |
| - De Paul 40' - L. Martínez 84' - Messi 90+3' | Chi tiết |         |

### Bán kết
| Brasil        | 1–0      | Perú |
| ------------- | -------- | ---- |
| - Paquetá 35' | Chi tiết |      |

| Argentina                                 | 1–1      | Colombia                                      |
| ----------------------------------------- | -------- | --------------------------------------------- |
| - L. Martínez 7'                          | Chi tiết | - Díaz 61'                                    |
| Loạt sút luân lưu                         |          |                                               |
| - Messi - De Paul - Paredes - L. Martínez | 3–2      | - Cuadrado - Sánchez - Mina - Borja - Cardona |

### Play-off tranh hạng ba
| Colombia                        | 3–2      | Perú                       |
| ------------------------------- | -------- | -------------------------- |
| - Cuadrado 49' - Díaz 66, 90+4' | Chi tiết | - Yotún 45' - Lapadula 82' |

### Chung kết
| Argentina      | 1–0      | Brasil |
| -------------- | -------- | ------ |
| - Di María 22' | Chi tiết |        |

## Thống kê

### Cầu thủ ghi bàn
Đã có 65 bàn thắng ghi được trong 28 trận đấu, trung bình 2.32 bàn thắng mỗi trận đấu.
4 bàn thắng
- Lionel Messi
- Luis Díaz

3 bàn thắng
- Lautaro Martínez
- Gianluca Lapadula

2 bàn thắng
- Alejandro Gómez
- Erwin Saavedra
- Neymar
- Lucas Paquetá
- Eduardo Vargas
- Ayrton Preciado
- Ángel Romero
- André Carrillo
- Yoshimar Yotún
- Edinson Cavani

1 bàn thắng
- Rodrigo De Paul
- Ángel Di María
- Guido Rodríguez
- Gabriel Barbosa
- Casemiro
- Roberto Firmino
- Marquinhos
- Éder Militão
- Éverton Ribeiro
- Richarlison
- Alex Sandro
- Ben Brereton
- Miguel Borja
- Edwin Cardona
- Juan Cuadrado
- Ángel Mena
- Gonzalo Plata
- Miguel Almirón
- Junior Alonso
- Gabriel Ávalos
- Gustavo Gómez

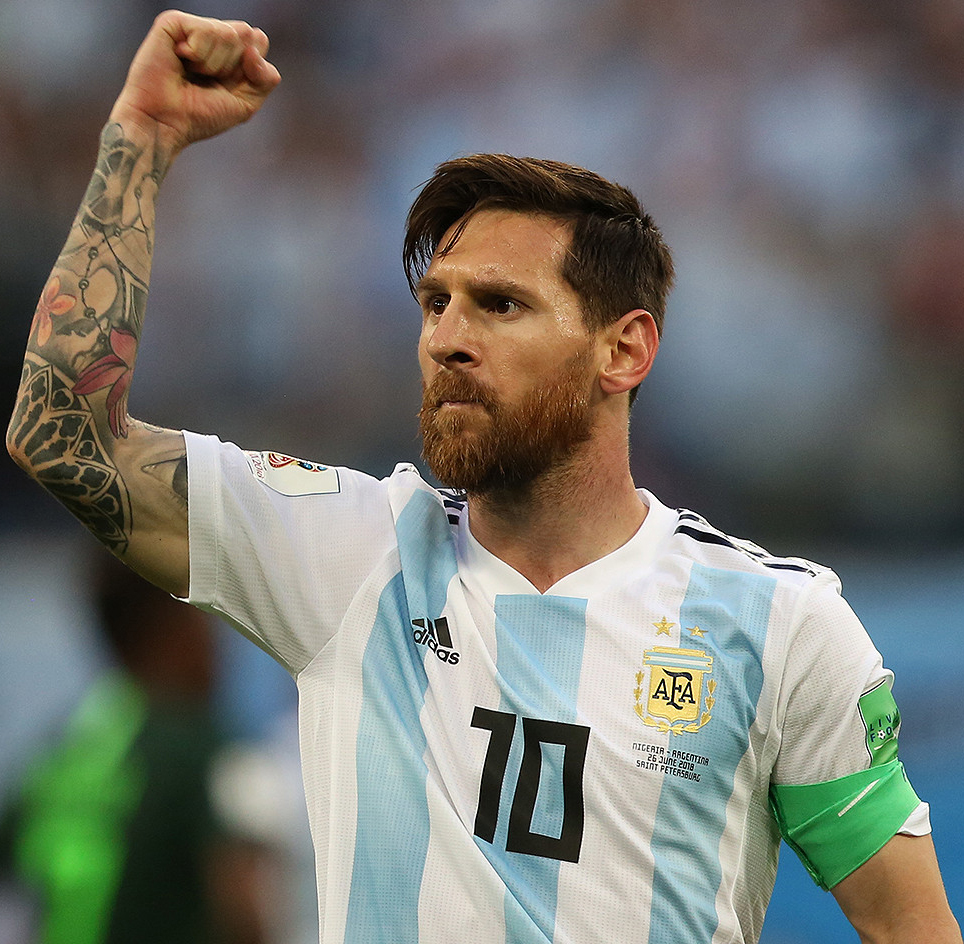
Lionel Messi, cầu thủ xuất sắc nhất và đồng vua phá lưới của giải đấu.

- Alejandro Romero Gamarra
- Braian Samudio
- Sergio Peña
- Luis Suárez
- Edson Castillo
- Ronald Hernández

Nguồn: CONMEBOL

### Giải thưởng
Các giải thưởng sau đây đã được trao khi kết thúc giải đấu.
- Cầu thủ xuất sắc nhất:  Lionel Messi
- Vua phá lưới:  Lionel Messi và  Luis Díaz (mỗi người 4 bàn)
- Thủ môn xuất sắt nhất:  Emiliano Martínez
- Giải phong cách:  Brasil

### Đội hình của Giải đấu
Đội hình của Giải đấu đã được chọn sau khi kết thúc giải.
| Thủ môn           | Hậu vệ                                                    | Tiền vệ                                 | Tiền đạo                      |
| ----------------- | --------------------------------------------------------- | --------------------------------------- | ----------------------------- |
| Emiliano Martínez | Mauricio Isla Cristian Romero Marquinhos Pervis Estupiñán | Rodrigo De Paul Casemiro Yoshimar Yotún | Lionel Messi Neymar Luis Díaz |